# Transnieft
PAO „Transnieft” (ros. ПАО «Транснефть», ang. JSC “Transneft”) – rosyjskie przedsiębiorstwo państwowe odpowiedzialne za krajowe sieci ropociągów z siedzibą w Moskwie. Spółka została założona 14 sierpnia 1993 roku na podstawie przyjętej przez rząd uchwały i dekretu prezydenta Rosji nr 1403 z dnia 17 listopada 1992 roku i jest prawnym następcą państwowej spółki Gławtransnieft działającej w czasach ZSRR. Prezesem spółki jest Nikołaj Tokariew.
Przedsiębiorstwo posiada największy system rurociągów ropy naftowej na świecie, sieci magistralne o średnicy od 420 do 1220 mm należące do spółki mają długość około 50 000 kilometrów, transportuje się nimi 93% ropy produkowanej w Rosji.